# Ar-Rum
Ar-Rum "Os romanos" (em árabe: سورة الروم)  é a trigésima sura do Alcorão com 60 ayats. refere-se ao Império Bizantino